# Water Forest
『Water Forest』（ウォーター フォレスト）は、ルルティアの2枚目のアルバム。

## 解説
2003年2月26日に発売された。全作詞作曲はルルティア。編曲はルルティア・佐藤鷹。
シングル曲「ゆるぎない美しいもの」「朱雀の空」「シャイン」の他、カップリング曲2曲等を含む全10曲収録。収録曲の「パヴァーヌ」はピアノインストゥルメンタルがショートムービー『MEMOIR』や『きみの秘密、僕のこころ -your secret & my heart-』の劇中使用曲に、「朱雀の空」はピアノインストゥルメンタルが『ショートムービー 朱雀の空』やラジオドラマ『ラッセ・ハルストレムがうまく言えない』の劇中使用曲に、それぞれ起用された（なお、ピアノインストゥルメンタルは音源化されていない）。「シャイン」「思季」は、「シャイン」にてバンスリの演奏でコラボレートしたインドラによって、後にカバーされている。発売前の2月24日には、オフィシャルサイトの特設ページにおいてアルバム全曲先行試聴が行われた。
本作は購入者を対象に特定の店舗を対象に『ルルティア文庫』の第2巻『宙（そら）に浮かぶ水』が先着で配布されるキャンペーンが行われた。また、初回プレス盤には、「シャイン (ヒマラヤンハーモニー) feat. インドラ」（シングル「シャイン」に収録）が収録されたオムニバスアルバム『NEW ASIA II 〜the most relaxing〜 feel presents』の連動企画として、『感じるアジアキャンペーン』応募シールが付属している。
CD-EXTRAとして、アルバムジャケットのデスクトップ壁紙データが収録されている。

## 収録曲
1. パヴァーヌ
2. 朱雀の空
3. オール
4. 星のたましい
5. サンクチュアリ
6. ゆるぎない美しいもの
7. 幻惑の風
8. シャイン
9. 満ちる森
10. 思季